# Renault R-35
Renault R-35, formula abreviată a lui Char léger Modèle 1935 R, sau simplu R-35, a fost un tanc ușor francez de infanterie din cel de-al doilea război mondial. Proiectat la mijlocul anilor 1930, a fost cel mai numeros tanc francez în primele etape ale războiului. A fost folosit de asemenea și de alte armate ale epocii, precum armata română, poloneză, iugoslavă sau turcă.

## Utilizarea în România
În decembrie 1937, România a început negocierile cu Franța pentru inaugurarea în țară a unei linii de producție pentru vehicule blindate. Producția planificată includea 200 de tancuri Renault R-35, însă înțelegerea nu a putut fi dusă până la capăt iar în cele din urmă tancurile au fost comandate din Franța. Nevoile armatei franceze, precum și exporturile concomitente în Iugoslavia, Polonia și Turcia, au încetinit ritmul de livrare al produsului. Numai 41 de tancuri Renault R-35 au fost primite până în 1939, livrările fiind sistate după căderea Franței în 1940. La sfârșitul lunii septembrie 1939, un număr de 34 de tancuri poloneze R-35 din batalionul 305 care se refugiase în România a fost preluat de la acesta pe baza unei înțelegeri româno-poloneze, rezultând un total de 75 de tancuri R-35 disponibile pentru serviciu în armata română la sfârșitul anului 1939. Tancurile R-35 au înzestrat Regimentul 2 care de luptă, înființat la 1 noiembrie 1939. Mai multe ajustări au fost aplicate vehiculului original, precum înlocuirea mitralierei Chatellerault de 7,5 mm cu mitraliera ușoară ZB de 7,92 mm, îmbunătățirea suspensiilor sau înlocuirea roților având jante de cauciuc cu unele mai rezistente care aveau jante de metal proiectate de locotenent-colonelul Constantin Ghiulai. Deoarece caracteristicile operaționale ale tancurilor R-35 față de cele ale mai modernelor tancuri R-2 din Regimentul 1 care de luptă erau diferite, s-a decis înainte de 22 iunie 1941 ca Divizia 1 blindată să păstreze doar Regimentul 1 care de luptă, Regimentul 2 care de luptă fiind transferat cartierului general al Armatei a 4-a. Au fost folosite la eliberarea Basarabiei și Bucovinei de Nord și la asediul Odessei. Deși se bucurau de un blindaj considerabil, viteza mică și tunul slab al acestora le-au reținut exclusiv pentru rolul de sprijin al infanteriei.
După campania din 1941, Regimentul 2 care de luptă a fost ținut în rezervă pentru instruirea echipajelor care urmau să servească în Regimentul 1 care de luptă și pentru paza Transnistriei (regiunea Ucrainei de Sud dintre Nistru și Bug). Un număr de 30 dintre acestea a fost modernizat în 1944 prin înlocuirea tunului de 37 mm cu un tun anti-tanc de 45 mm, rezultând Vânătorul de care R-35. O companie de tancuri R-35 din Detașamentul blindat Popescu a participat la lupte pe câmpurile petrolifere de lângă Ploiești la sfârșitul lunii august 1944. În primăvara anului 1945, Regimentul 2 care de luptă totaliza 28 de tancuri originale sau modernizate R-35. În timpul luptelor din valea râului Hron de pe 26-27 martie 1945, opt tancuri R-35 au fost distruse iar alte două avariate. Mai multe tancuri R-35 au fost pierdute în timpul înaintării regimentului prin Cehoslovacia și Austria, niciunul nemaisupraviețuind până la sfârșitul operațiunilor.

## Modificări
Vezi de asemenea Vânătorul de care R-35
În anul 1944, treizeci de tancuri R-35 au fost reînarmate cu tunuri antitanc de calibru 45 mm, capturate de la Armata Roșie. Acestea au fost denumite oficial "Vânătorul de care R-35 (Transformat)".